# بلنغ كل (مقاطعة فومن)
بلنغ كل (بالفارسية: پلنگ کل) هي قرية تقع في غيلان في إيران. يقدر عدد سكانها بـ 238 نسمة بحسب إحصاء 2016.